# Lily Sosa de Newton

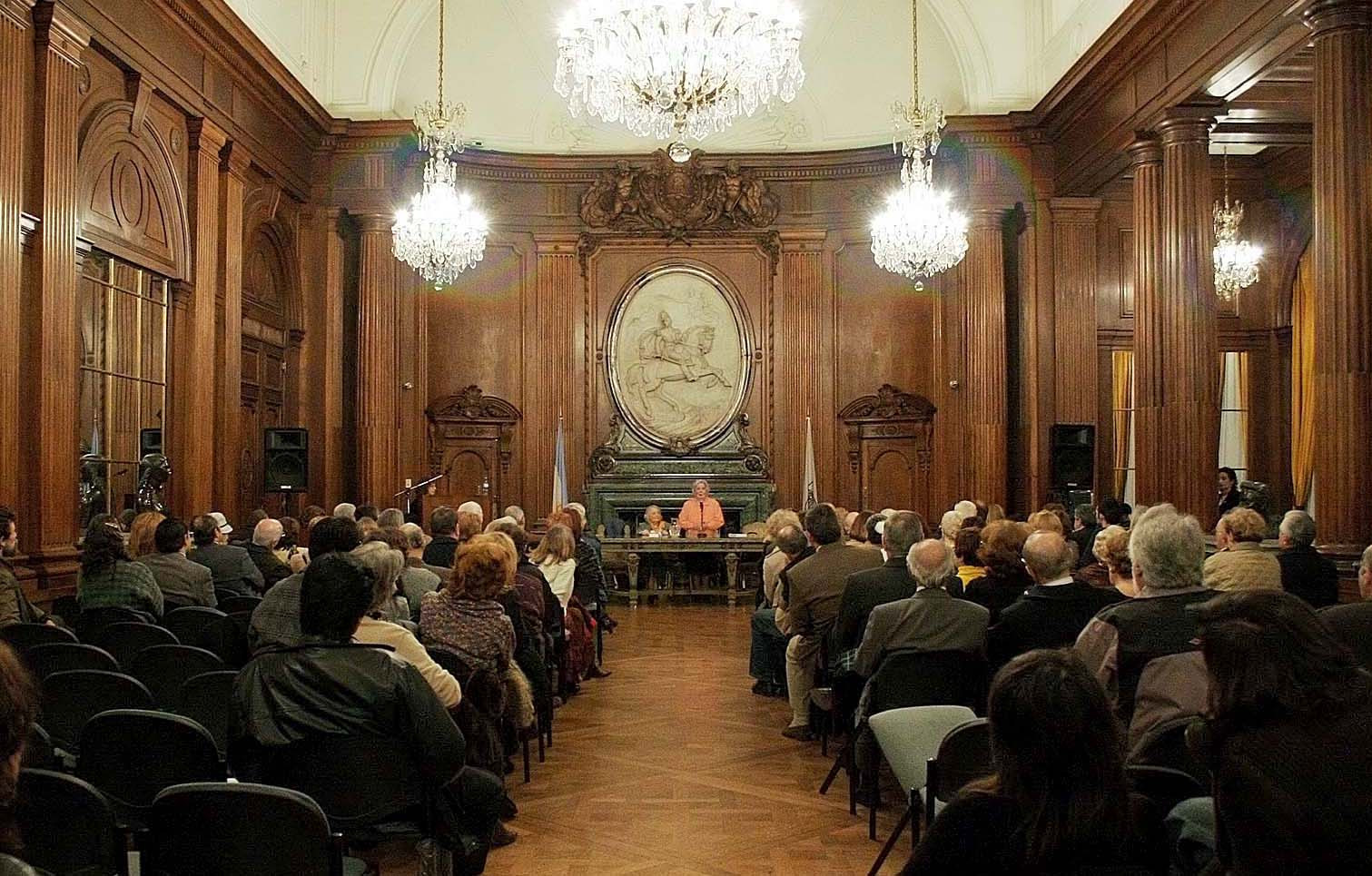
Lily Sosa de Newton en el Salón San Martín de la Legislatura.

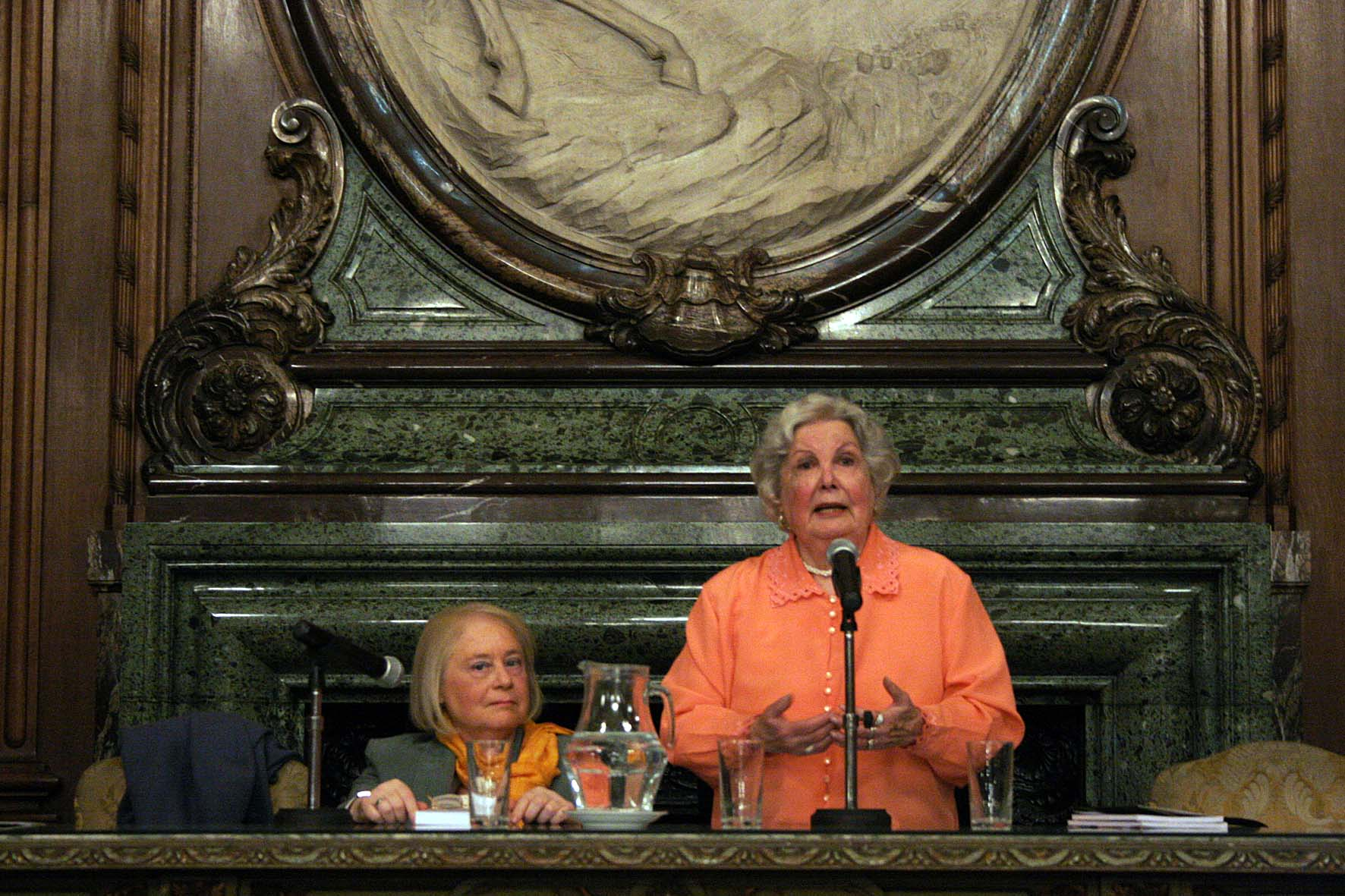
Lily Sosa de Newton en el Salón San Martín de la Legislatura Porteña. La acompaña la Dra. María Rosa Pugliese.

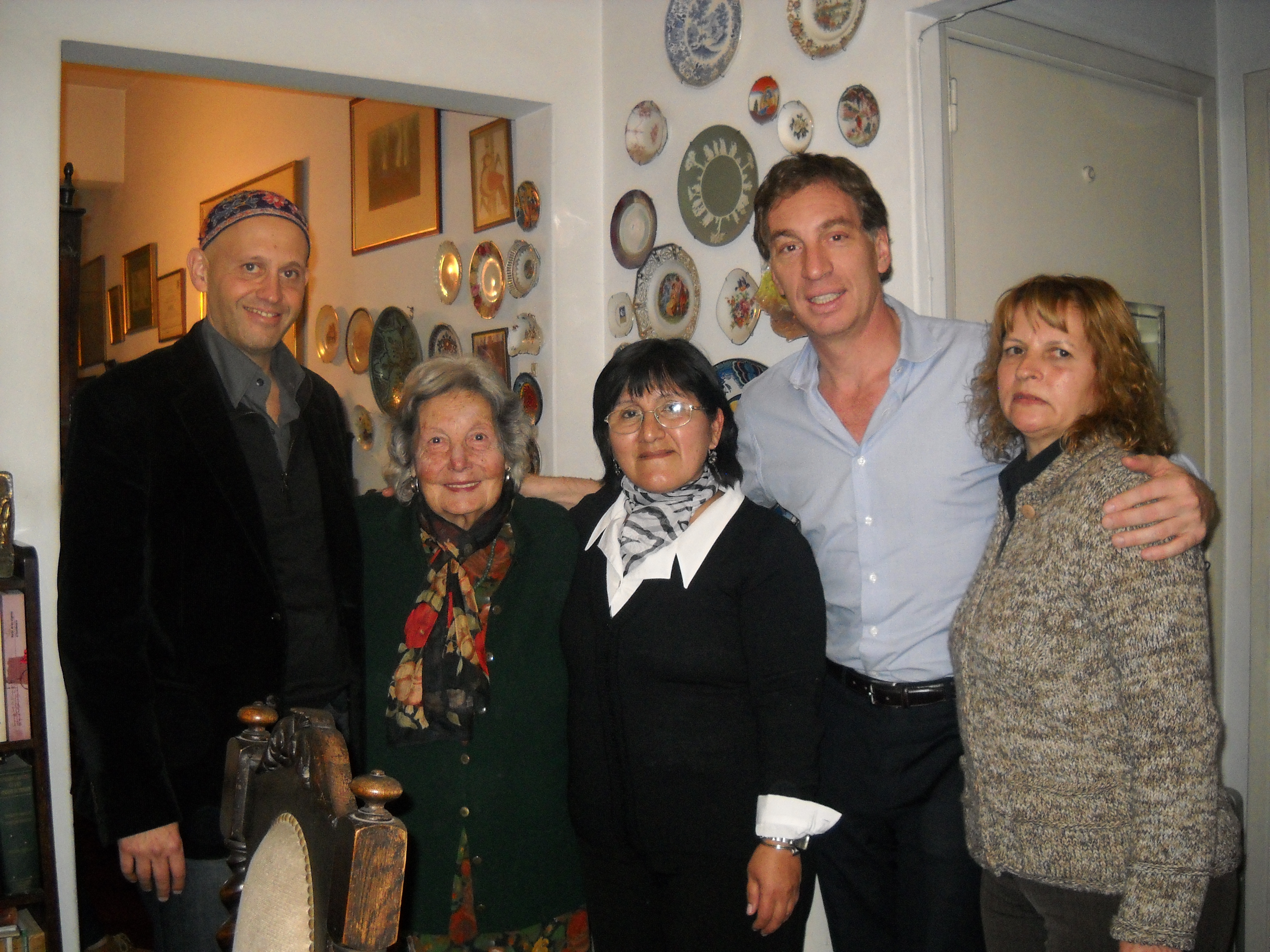
Lily Sosa de Newton con el Sr. Diego Santilli y el Rabino Sergio Bergman, en su casa.

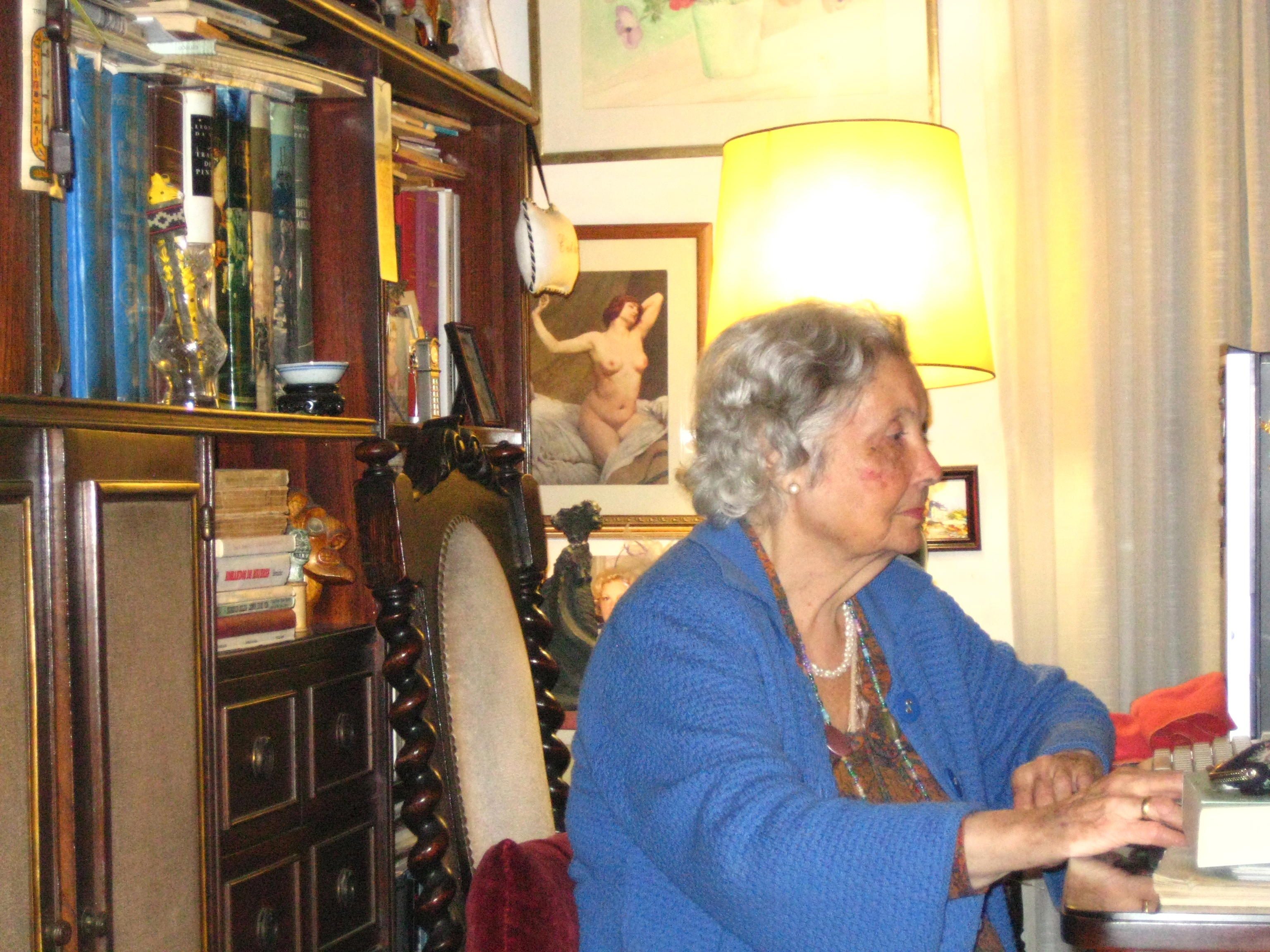
Lily Sosa de Newton en su escritorio trabajando en su estudio.

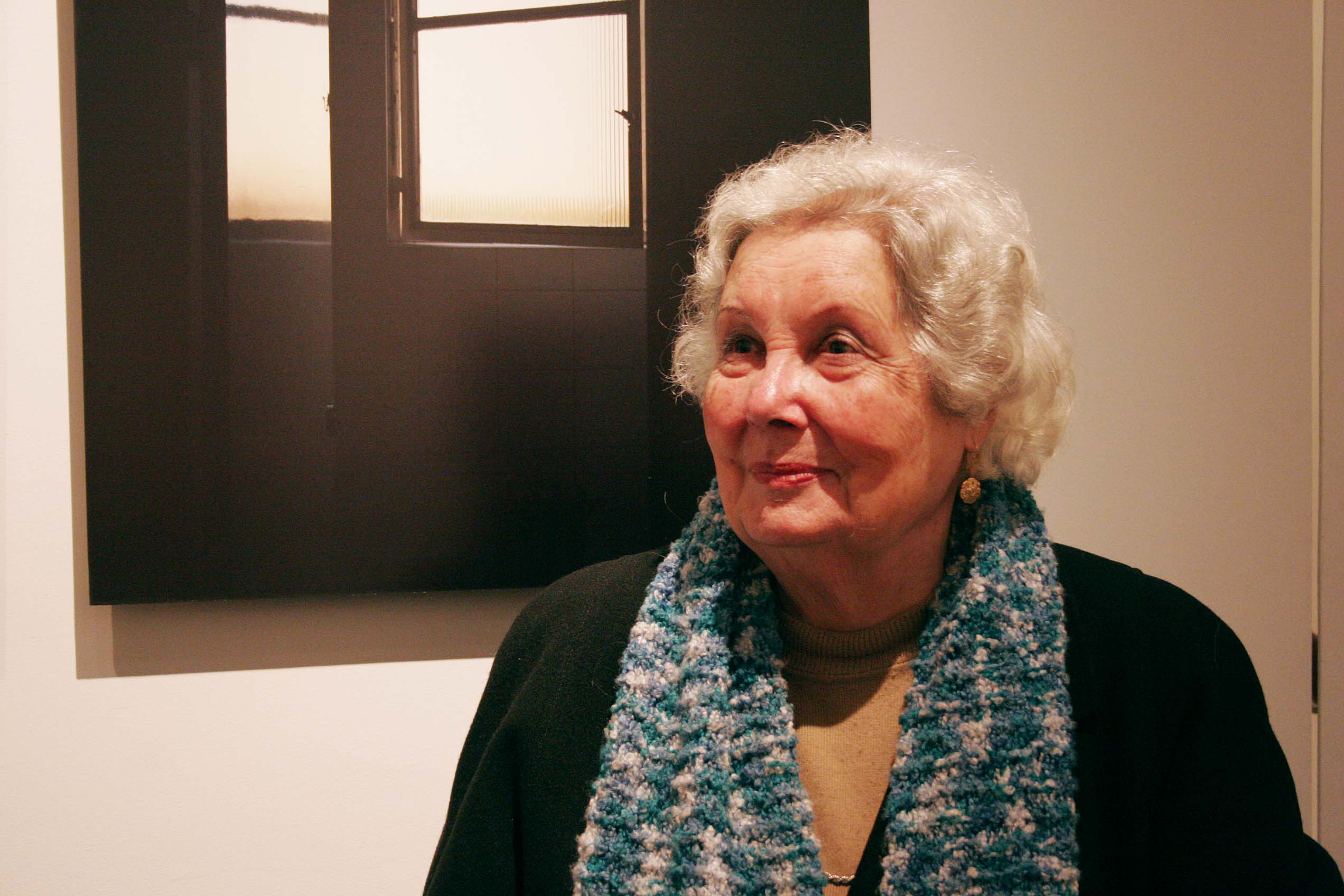
Lily Sosa de Newton en el Vernissage de Lena Szankay en el Centro de la Cooperación.

Lily Sosa de Newton (Morón, 24 de octubre de 1920-Ciudadela, 14 de mayo de 2017) fue una historiadora, biógrafa, traductora y ensayista argentina. Escribió numerosas biografías de personajes históricos y fue pionera en la investigación histórica sobre mujeres argentinas relevantes en diferentes campos.

## Primeros años
Lily Sosa nació el 24 de octubre de 1920 en Morón, Provincia de Buenos Aires, por entonces un pueblo del oeste, a muy pocos kilómetros de la capital. Allí vivían sus abuelos paternos y maternos, se habían casado sus padres y la familia permaneció unos pocos años. Un hermano mayor y una hermana menor integraban la familia. Después se mudaron a la ciudad de Buenos Aires, donde estudió, primero en el Liceo N.º 1 y después magisterio en el colegio de las Adoratrices. La casa familiar contaba con una gran biblioteca y Sosa creció entre libros desarrollando una acusada pasión por la lectura y por la cultura. Leía a Dickens, Thackeray, Hugo,Balzac,  Daudet, Mann o Cervantes, pero no tenía acceso a obras escritas por mujeres porque, como ella misma declaró, "en la biblioteca de papá no había escritoras".
Sus inquietudes le llevaron a fantasear con estudiar filosofía, a lo que su padre se opuso tajantemente al considerar que la Universidad no era lugar para las mujeres y empujándola a formarse para ser maestra, como habían hecho todas las féminas de la familia, una profesión que nunca llegó a ejercer.
En 1938, cuando todavía era estudiante de magisterio, conoció a Jorge Newton, veinte años mayor que ella y con quién contrajo matrimonio a la edad de veinte años. Newton era periodista y escritor, además de un reconocido historiador argentino. 
En 1941, recién casada, Sosa se fue a vivir a Santa Fe con su marido que había sido nombrado jefe de redacción de un nuevo diario, Santa Fe de Hoy. Muy cerca vivía un amigo de su marido, el Dr. Juan Lazarte, y su esposa, Nina del Signore de Lazarte, que fue quien le introdujo en la lectura de mujeres a través de Virginia Woolf. La lectura de Un cuarto propio, con la forma en la que su autora analizaba la situación de las mujeres en el mundo, dejó deslumbrada a Sosa:

En San Genaro, un pueblo santafecino, vivía un amigo de mi marido que era médico y escritor. Su biblioteca era extraordinaria. Yo me fasciné cuando la vi. Su mujer, de quien me hice muy amiga, me preguntó si había leído a Virginia Woolf. Yo le dije que no, que la conocía mucho de nombre, pero que no había leído nada de ella. Entonces para que yo la conociera, ella me regaló Las Tres Guineas y Un cuarto propio. Y ahí empezó todo...
Entrevista realizada en 2009 por Lucía de Leone y Ana Laura Martin.

En Santa Fe estuvo tres años colaborando con su marido mientras se iba despertando y consolidando en ella un profundo interés por investigar sobre personajes femeninos. 

...comencé a pensar cómo era la situación de la mujer en Inglaterra. Tenían tantos problemas, no podían ir a la universidad, no podían entrar a las bibliotecas, ni podían trabajar en muchos lugares. Las familia solo hacían estudiar a los hijos varones. Todo eso me interesó muchísimo y yo pensé que iba a escribir algo para el contexto local, y así empecé.
Entrevista realizada en 2009 por Lucía de Leone y Ana Laura Martin.

Sosa en estos años hizo traducciones de ensayos norteamericanos para diferentes editoriales, actividad que le resultó muy útil para aprender la técnica de este tipo escritura.
Sus investigaciones sobre mujeres le permitieron conocer a Ernestina López, la primera mujer argentina en obtener un doctorado en filosofía y letras, que consideraba "una punta de lanza en un mundo tan cerrado, con tantos inconvenientes para las mujeres y tan condicionado por la religión." y a Lea Flecher, directora de la revista Feminaria.
A mediados de los ochenta, su marido tuvo un accidente cerebrovascular que le mantuvo enfermo y dependiente durante cinco años. Sosa le atendió al tiempo que siguió escribiendo para responder a las necesidades económicas de la familia. Fue en este periodo cuando vio la luz su obra Genio y figura de Hilario Ascasubi, publicada en 1980.
Tras la muerte de su marido en 1978, Sosa estuvo trabajando durante veinte años para la editorial Plus Ultra hasta que cerro. Allí desempeño el cargo de directora de prensa y relaciones públicas. Sin embargo, como declara en una entrevista: "Yo cobraba menos que lo que le pagaban al señor que se ocupaba del depósito de libros. Lo que pasa es que yo era mujer." 
Lily Sosa de Newton reconoce en su marido una persona que supo apoyarla y estimularla en su trayectoria investigadora y reforzar su vínculo con la historia de las mujeres, motivo por el cual decidió adoptar y firmar con el apellido de este. Juntos recorrían librerías, revolvían entre libros de segunda mano y nutrían su biblioteca común. La complicidad intelectual entre ambos les llevó a escribir algunos títulos en coautoría, tanto libros como artículos periodísticos.

## Trayectoria
Lily Sosa de Newton fue pionera en visibilizar a las mujeres de la historia y escribió el Diccionario biográfico de mujeres argentinas en 1970, cuando nadie se ocupaba de estas cuestiones. Tal y como señaló en una entrevista:

Mi curiosidad radicaba fundamentalmente en encontrar los primeros testimonios de las inquietudes intelectuales femeninas al comienzo del siglo pasado.
Lily Sosa de Newton, 1998 en Diario Clarín.

Su primer ensayo terminó de escribirlo en 1966 y se publicó en 1967 bajo el título de Las argentinas de ayer a hoy. Tuvo una crítica muy favorable y fue muy comentado por los diarios y revistas de la época. Sosa se hizo socia de la Sociedad Argentina de Escritores, SADE, y ese mismo año ganó la Faja de Honor en la categoría Ensayo de esta institución, una de las mayores distinciones literarias del país.
Tras ello, la Editorial Plus Ultra, donde publicaba Jorge Newton, le propuso escribir sobre personajes de la historia argentina como Lavalle, Dorrego, Paz, entre otros. Sosa se puso manos a la obra y, en pocos años, publicó esas tres biografías, y además la de Gregorio Aráoz de Lamadrid.
Entusiasmada con el éxito de Las argentinas de ayer a hoy, encaró una obra muy ardua, que era el Diccionario biográfico de mujeres. Sobre la base del fichero de nombres, que había hecho para su anterior ensayo, comenzó a redactar biografías de todos los personajes femeninos más sobresalientes, históricos y además del mundo de la literatura, el arte, la educación, la política, en definitiva, las que se hubieran destacado por algo, tanto en el pasado como en el presente.
Ganó primer premio en el concurso de EUDEBA (Editorial Universitaria de Buenos Aires) para la Colección “Genio y Figura” con su libro sobre Hilario Ascasubi, publicado en 1980, y Mención de Honor Premio “Ricardo Rojas” de la Municipalidad de Buenos Aires. Publicó en 1995 Narradoras argentinas (1852-1932) y en 1999 Las protagonistas, colección de biografías breves de personajes internacionales. En 2007 vio la luz Las argentinas y su historia, ensayo publicado con el apoyo del Fondo de Cultura BA (Programa Metropolitano de Fomento de la Cultura, las Artes y las Ciencias), del Gobierno de la ciudad Buenos Aires. Participó en congresos y reuniones diversas sobre historia y problemática femenina y sus trabajos han sido publicados en actas y obras colectivas, lo mismo que colaboraciones en revistas y periódicos.
Hasta 1998 desempeñó el cargo de directora de prensa y relaciones públicas de la Editorial Plus Ultra. Participó en medios gráficos, televisión y radio.
Fue Miembro Honorario de Gente de Letras, la Academia Argentina de la Historia, la Junta de Estudios Históricos de San José de Flores y otras instituciones culturales.

## Obras
- Historia de la Sociedad Rural Argentina en el centenario de su fundación (2ª edición). Editorial y Librería Goncourt. 1966. (junto a Jorge Newton).[6]
- Historia del Jockey Club de Buenos Aires (1ª edición). Ediciones L. N. 1966. (junto a Jorge Newton).[7]
- Las argentinas de ayer a hoy (1ª edición). Librería y Editorial L. V. Zanetti. 1967.[8]
- Lavalle (1ª edición). Plus Ultra. 1967. ISBN 978-950-21-0193-4.
- Dorrego (1ª edición). Plus Ultra. 1967. ISBN 978-950-21-0190-3.
- El General Paz (1ª edición). Plus Ultra. 1969. ISBN 978-950-21-0191-0.
- Lamadrid (1ª edición). Plus Ultra. 1971. ISBN 978-950-21-0192-7.
- Diccionario biográfico de mujeres argentinas (1ª edición). graf.Bartolomé U.Chiesino. 1972.[9] Reeditado por Plus Ultra en 1980
- Genio y figura de Hilario Ascasubi (1ª edición). Editorial Universitaria de Buenos Aires. 1981.[10]
- Las mujeres argentinas (1ª edición). Plus Ultra. 1992. ISBN 978-950-21-1068-4.
- Narradoras argentinas (1ª edición). Plus Ultra. 1995. ISBN 978-950-21-1218-3.
- Las protagonistas (1ª edición). Plus Ultra. ISBN 978-950-21-1308-1.
- Las argentinas y su historia (1ª edición). Feminaria Editora. 2007. ISBN 978-987-21999-4-4.

## Premios y reconocimientos
- 1967 - Faja de Honor de la SADE, por Las argentinas de ayer y de hoy.[1]
- 1983 - Primer premio y mención especial del Premio Municipal de Literatura por Genio y figura de Hilario Ascasubi.[1]
- 1991 - Distinción Unión Cultural Americana, “por su labor de vinculación americana”.
- 1994 - Distinción de la “Fundación Alicia Moreau de Justo” ”por rescatar para la historia la memoria de las mujeres”.
- 1995 - Mención de Honor Premio “Ricardo Rojas” de la Municipalidad de Buenos Aires porque publicó en 1995 Narradoras argentinas (1852-1932).
- 2001 - Mención 8 de marzo “Margarita de Ponce”  por su aporte a la Cultura de UMA (Unión de Mujeres de la Argentina).[11]
- 2004 - Distinción de la  Legislatura de la Ciudad de Buenos Aires como “Personalidad Destacada de la Cultura”.[12]
- 2005 - Distinción por la Junta Central de Estudios Históricos de la Ciudad Autónoma de Buenos Aires y Legislatura de la Ciudad Autónoma de Buenos Aires, “Historiador Porteño”.
- 2005 - Plaqueta de Honor del Consejo Profesional de Ciencias Económicas “Por su importante trayectoria en el ámbito cultural”.
- 2006 - Distinción de la Municipalidad de Villarino  por su libro sobre el poeta gauchesco Hilario Ascasubi, fue declarada Ciudadana Ilustre y le entregaron la Llave de la localidad.
- 2007 - Trébol de Plata del Rotary Club Internacional, Comité Ruedas Femeninas.
- 2008 - Declarada  Ciudadana Ilustre por la Municipalidad de Morón en el Homenaje a la Mujer Moronense.
- 2012 - Declarada “Mayor Destacada” por de la Legislatura de la Ciudad Autónoma de Buenos Aires.
- 2012 - Homenaje en el Instituto Nacional de Revisionismo Histórico Argentino por la conmemoración del 65.º Aniversario de la promulgación de la ley del voto femenino.